# Estatuto Orgânico de Macau
O Estatuto Orgânico de Macau (EOM) foi aprovado em 17 de Fevereiro de 1976, pela Lei n.º 1/76 de Macau, como resultado do espírito de reforma que nasceu no seio do Governo de Macau, com incentivo do Governo da República Portuguesa e fortemente influenciado pelos turbulentos acontecimentos pós-Revolução de 25 de Abril de 1974.
A promulgação do EOM tinha em vista a criação de um novo e mais autónomo modelo político. Ele era a mais importante legislação local que definia as funções dos principais órgãos políticos, jurídicos e administrativos de Macau e o funcionamento geral do Território. Ele também redefiniu o estatuto de Macau como um "território chinês sob administração portuguesa". Em consequência da aprovação do EOM, nasceu em 1976 uma novidade política para Macau: a grande remodelação e democratização parcial da Assembleia Legislativa de Macau para exercer a função legislativa da Cidade.
O Estatuto Orgânico de Macau substitui o Estatuto Político-Administrativo da Província de Macau, que, aprovado em 1963, consagrou em Macau o velho modelo colonial fundamentado na ideologia colonialista e autoritária do Estado Novo, derrubado precisamente na Revolução de 25 de Abril de 1974.
O Estatuto Orgânico de Macau, em conformidade com a Constituição da República Portuguesa, foi alterado sucessivamente pela Lei n.º 53/79 de Macau, de 14 de Setembro de 1979; pela Lei n.º 13/90 de Macau, de 10 de Maio de 1990; e pela Lei n.º 23-A/96 de Macau, de 29 de Julho de 1996.
O EOM foi substituído no dia 20 de Dezembro de 1999 pela Lei Básica da Região Administrativa Especial de Macau da República Popular da China, quando Macau passou a ser uma Região Administrativa Especial da República Popular da China, deixando de ser um território sob administração portuguesa.